# Tesseract (musikgrupp)
För andra betydelser, se Tesseract.
Tesseract (ofta skrivet TesseracT) är ett brittiskt progressive metal-band från Milton Keynes i England. Bandet grundades av gitarristen Acle Kahney 2003 och består av Daniel Tompkins (sång), Alec "Acle" Kahney (gitarr och produktion), James Monteith (rytmgitarr), Amos Williams (bas) och Jay Postones (trummor, percussion). Tesseract har bytt sångare flera gånger men övriga medlemmar har varit desamma sedan bandet 2006 fick en full sättning.
Tesseract är en av pionjärerna i den så kallade djentrörelsen inom progressive rock/metal, där svenska Meshuggah är en av föregångarna. Bandet har gett ut tre studioalbum: One, Altered State och Polaris, ett livealbum, Odyssey/Scala samt EP-skivorna Concealing Fate, Perspective och Errai. I april 2018 släpps det fjärde fullängdsalbumet Sonder.

## Historia

### Bildandet och de första åren
Tesseract grundades 2003 av gitarristen Alec "Acle" Kahney som vid den tiden även spelade i bandet Mikaw Barish. Bandet släppte en självbetitlad trespårs-EP 2007 och vid det laget hade gruppen utökats med Abisola Obasanya på sång, James Monteith på gitarr, Amos Williams på bas och Jamie Postones på trummor. Instrumentalisterna i denna originaluppsättning är de som även fortsatt varit grunden i bandets musik. EP:n innehöll låtarna Concealing Fate, The April Song och Sunrise, och producerades av Alec Kahney tillsammans med bandet. Dessa låtar kom sedan att även ingå i det första fullängdsalbumet One.

### Concealing FateochOne(2009–2011)

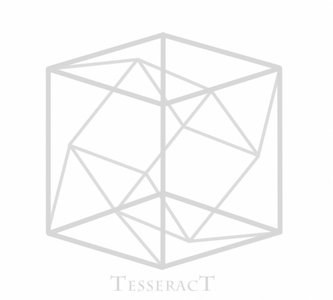
Concealing Fate EP 2010

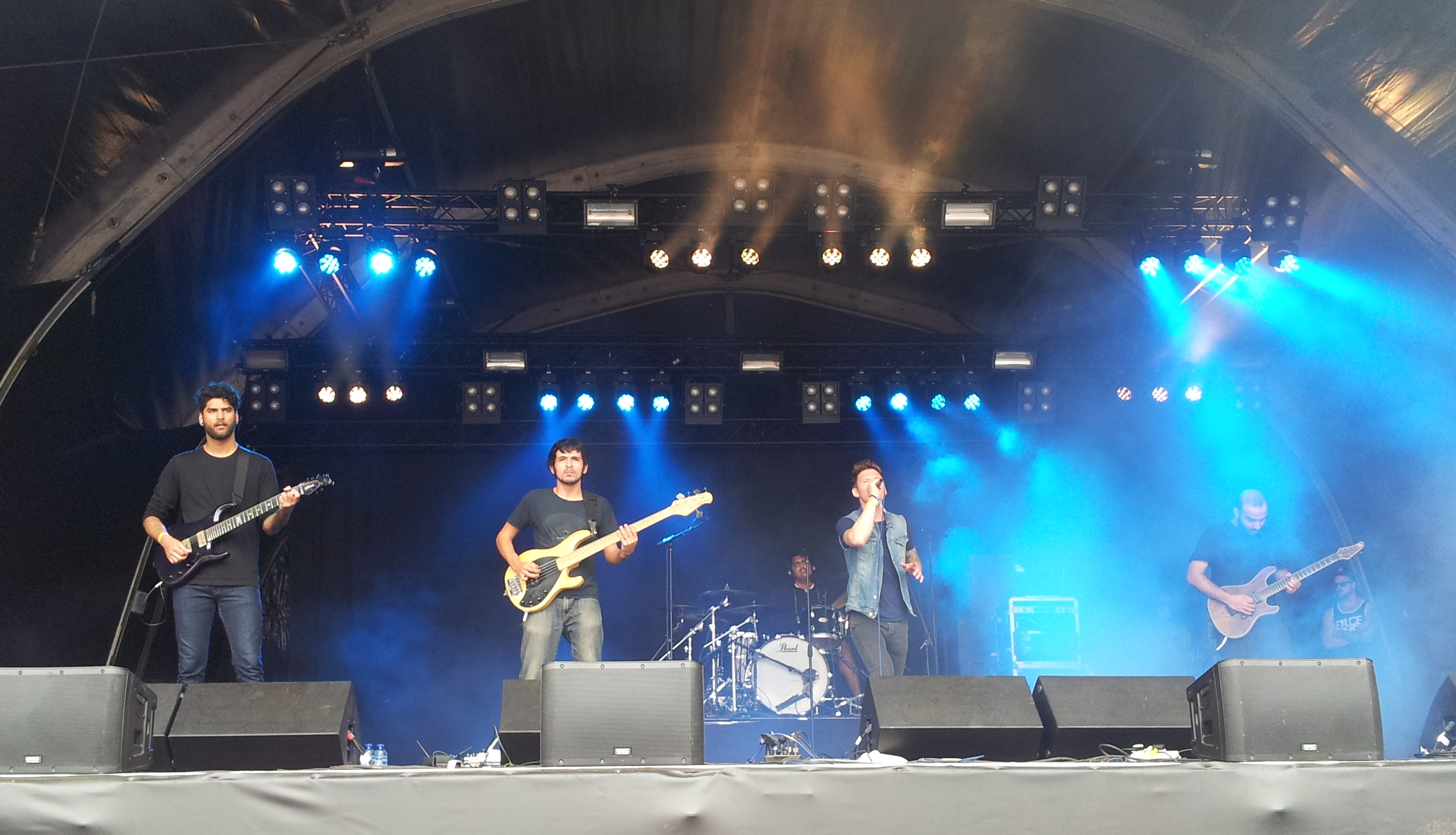
Daniel Tompkins med Skyharbor

EP:n Concealing Fate gavs ut 2010 av Century Media och består av ett sammanhängande musikstycke indelat i sex partier. De två första delarna, Acceptance och Deception, har bidrag av den tidigare sångaren Abisola Obasanya men vid tiden för utgivningen hade bandet bytt sångare till Daniel Tompkins. Albumet spelades in  i Metropolis Studios i London och i 4D Sounds i Milton Keynes.
Året efter utgavs bandets första fullängdsalbumet One, även denna gång på Century Media. Albumet består av de sex spåren från Concealing Fate, de två spåren The April Song och Sunrise från bandets demo och därutöver de inledande spåren Lament och Nascent samt avslutande Eden. Albumet nådde plats 36 på den amerikanska försäljningslistan Billboard Top Heatseekers.

### Perspective EP(2011–2012)
Efter utgivningen av One följde ett intensivt turnerande. Inför en spelning i Milton Keynes meddelades det att sångaren Daniel Tompkins hade lämnat bandet och att Tesseracts nya sångare var Elliot Coleman, tidigare i Sky Eats Airplane och Of Legends. Daniel Tompkins fortsatte som vokalist, nu i banden Skyharbor och  pop-/rockbandet In Colour. 
 I maj 2012 släpptes den digitala Perspective EP av Century Media. Skivan består av fyra låtar från One, akustiska versioner av Perfection, April och Origin samt en version av Eden kallad Eden 2.0. Det femte spåret är en cover på Jeff Buckleys Dream Brother. EP:n gavs ut 21 maj och några veckor senare lämnade sångaren Elliot Coleman bandet efter mindre än ett år.

### Altered State(2012–2014)

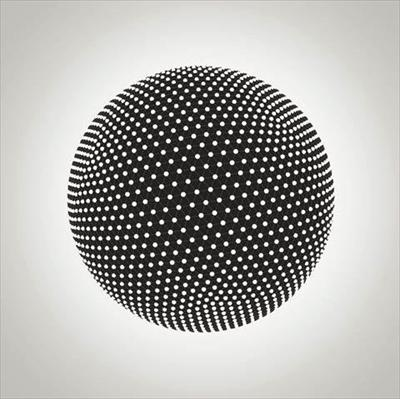
Altered State 2013

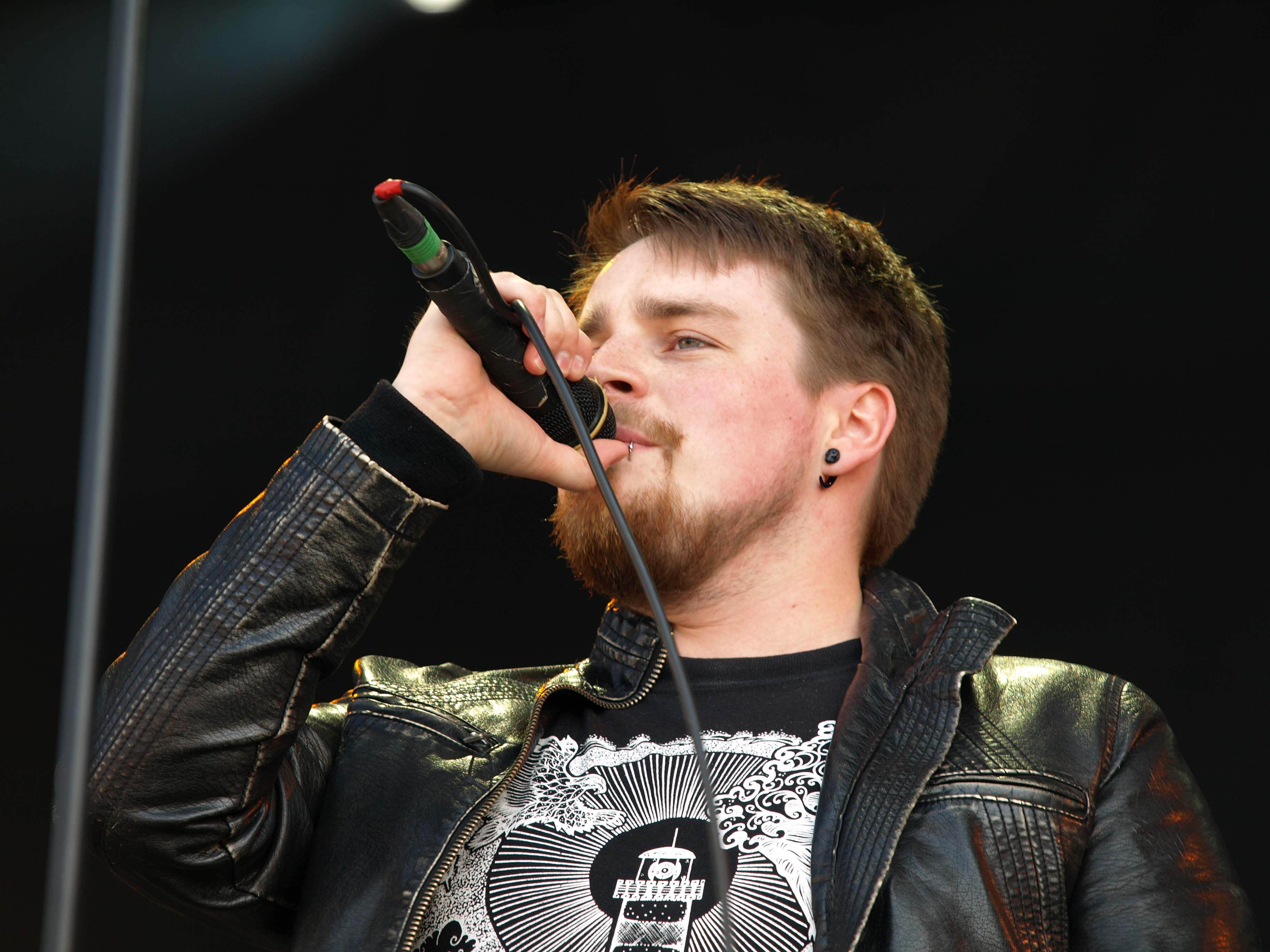
Ashe O'Hara, sångare 2012-14

Bandet meddelade i september 2012 att Tesseract hade en ny sångare och att en ny singel från bandet vara att vänta under hösten. Singeln Nocturne med den nya sångaren Ashe O'Hara gavs ut 12 oktober och bandet genomförde en serie spelningar, bland annat på Euroblast Festival. Tesseract släppte sitt andra fullängdsalbum Altered State 27 maj 2013. Albumet består av fyra delar benämnda Of Matter, Of Mind, Of Reality och Of Energy, vilka vardera består av två eller tre olika spår, totalt tio spår. Verket fick goda recensioner med bland annat betyg 4/5 av Gregory Heaney på Allmusic och ett medelvärde på 85/100 på Metacritics sammanställning av flera recensioner.

### Odyssey/ScalaochPolaris(2014–2016)
I juni 2014 meddelades att Ashe O'Hara lämnade bandet och att Tesseracts tidigare sångare Daniel Tompkins återvände i rollen. Tompkins första framträdande efter återföreningen var på Sonisphere, England 5 juli 2014. Bandet började också spela in sitt tredje album under hösten. I maj 2015 gavs Tesseracts första live-DVD och samlingsalbum ut. Albumet  Odyssey/Scala släpptes dels som en kombinerad DVD/CD-utgåva, dels som en dubbel-LP på vinyl. Detta blev bandets sista utgivning på Century Media innan bandet lämnade bolaget.
Efter att ha gett ut sina tidigare skivor på Century Media bytte bandet således i och med tredje fullängdsalbumet Polaris till Kscope, ett independentbolag som också gett ut musik av bland andra Steven Wilson, Porcupine Tree och Ulver. Polaris släpptes 19 september 2015, bestod av nio spår och gavs ut dels digitalt, dels som CD och som dubbel-LP på vinyl. Albumet hamnade som högst på plats 65 på den brittiska försäljningslistan. Efter utgivningen turnerade Tesseract runtom i världen under två år, både som huvudakt i egna turnéer och som förband till akter som Devin Townsend Project, Gojira, Megadeth och Meshuggah.
Errai är ett fyraspårs album som Tesseract släppte 2016. Den innehåller fyra omarbetade låtar från Polaris, "Survival", "Cages", "Tourniquet" och "Seven Names", och gavs ut som en 12" vinylskiva. Senare samma år släpptes också en dubbel-CD med Errai tillsammans med Polaris.

#### Jägermeister Ice Cold Gig 2015
Vintern 2015 genomförde bandet en spektakulär spelning under benämningen "Jägermeister Ice Cold Gig". Scenen som hade skapats i byn Ylläsjärvi i finska Lappland var en iskonstruktion som utgjorde taket på en enormt stor igloo. Bandet kom upp ur igloons inre på den 16 meter i diameter stora isscenen och genomförde spelningen inför en publik på ca 200 personer. Enligt gitarristen James Monteith var det verkligen iskallt men när musikerna såg de väntande åskådarna tog adrenalinet över och bandet kunde genomföra det entimmeslånga giget, skämtsamt kallat "gigloo".

### Sonder(2017– )
Sommaren 2017 släppte bandet en fristående singel "Smile". I februari 2018 meddelades att Tesseract ger ut sitt fjärde album Sonder i april samma år. I samband med detta släpptes den första singeln, Luminary. Albumet är inspelat i England i studiorna 4D Sounds, Celestial Sounds och Project Studios av bandet tillsammans med teknikern Aiden O'Brien. Skivan är mastrad av Acle Kahney och omslagsdesignen är gjord av Amos Williams. Sonder kommer att släppas i tre olika format, som CD, som vinyl-LP i begränsade olikfärgade upplagor och som en dubbel-CD. Den andra CD:n i denna dubbelutgåva består av en binaural version avsedda att specifikt avlyssnas i hörlurar. Liksom förra albumet Polaris ges även Sonder ut av Kscope.
En andra singel, King, och en musikvideo till den släpptes 17 mars. Videon regisserades av Kyle Kadow och Steven Cleavland och filmades i ett snöigt Wisconsin vilket bidrar till att skapa dess atmosfär, och handlar enligt basisten Amos Williams om hur vi ofta låter rädsla och klaustrofobi styra våra liv istället för att glädjas över livet självt. Enligt bandet ska det nya albumet Sonder kombinera hårdheten hos debutskivan One med de progressiva eteriska elementen i Altered State och tillgängligheten i Polaris.
Under våren gör Tesseract en omfattande turné i USA och sommaren 2018 spelar de i Europa bland annat på festivalerna Hellfest i Clisson i Frankrike, Gefle Metal Festival i Gävle, Sverige och Download Festival i Donington Park i England. Under hösten fortsätter turnén i Europa och bandet återkommer till Sverige och denna gång till Södra Teaterns scen Kägelbanan, Stockholm i november.

## Sidoprojekt och artistsamarbeten

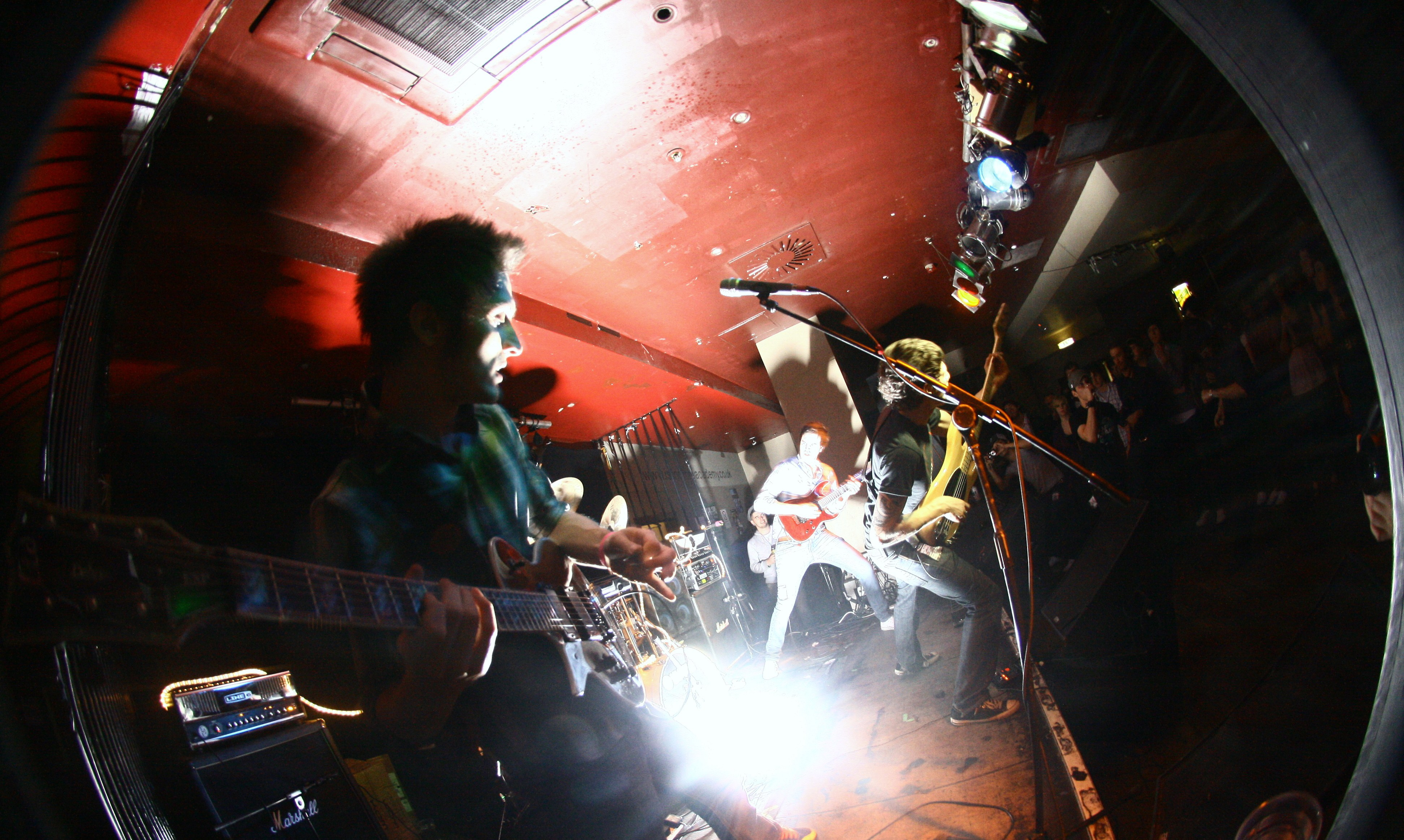
First Signs Of Frost (2008), Daniel Tompkins band 2007-2009

Grundaren och gitarristen Alec "Acle" Kahney var under åren 2003-2009 parallellt med Tesseract också med i progressive metal-bandet Fellsilent. Kahney spelade gitarr på gruppens första utgivning, fyraspårs-CD:n The Double 'A' och på fullängdsdebuten The Hidden Words som släpptes i augusti 2008. Som låtskrivare, tekniker och/eller producent har han under åren också arbetat med olika band och projekt såsom First Signs Of Frost, The Infernal Sea, Alien To The System, Gothik Serpent, och Ingested.
Sångaren Daniel Tompkins samarbetade med Keshav Dhar i progressive metal-bandet Skyharbor från oktober 2010. Under sin bortavaro från Tesseract (2011-2014) var han engagerad som sångare i både Skyharbor och i pop-/rockbandet In Colour. Skyharbor gav ut dubbelalbumet Blinding White Noise: Illusion and Chaos där Tompkins sjöng på den första skivan (Illusion) i april 2012. Tompkins blev därefter bandets huvudsångare och deltog även på albumet Guiding Lights som gavs ut i november 2014.
Tompkins har också bidragit med sång på album av Piano ("The Valediction of Verse" 2008, "Salvage Architecture" 2014), First Signs Of Frost ("Atlantic" 2009), Haji's Kitchen ("Twenty Twelve" 2012), Absent Hearts ("August Earth" 2012), White Moth Black Butterfly ("Rising Sun" 2014, "Atone" 2017), Zeta ("Zeta" 2017) samt på titelspåret på Earthsides album A Dream in Static som gavs ut 2015.

## Medlemmar

### Nuvarande medlemmar
- Alec "Acle" Kahney – gitarr (2003– ), rytmgitarr, bas (2003–2006)
- Jay Postones – trummor, percussion (2005– )
- James 'Metal' Monteith – rytmgitarr (2006– )
- Amos Williams – bas, growl, bakgrundssång (2006– )
- Daniel Tompkins - sång (2009–2011, 2014– )

Bildgalleri

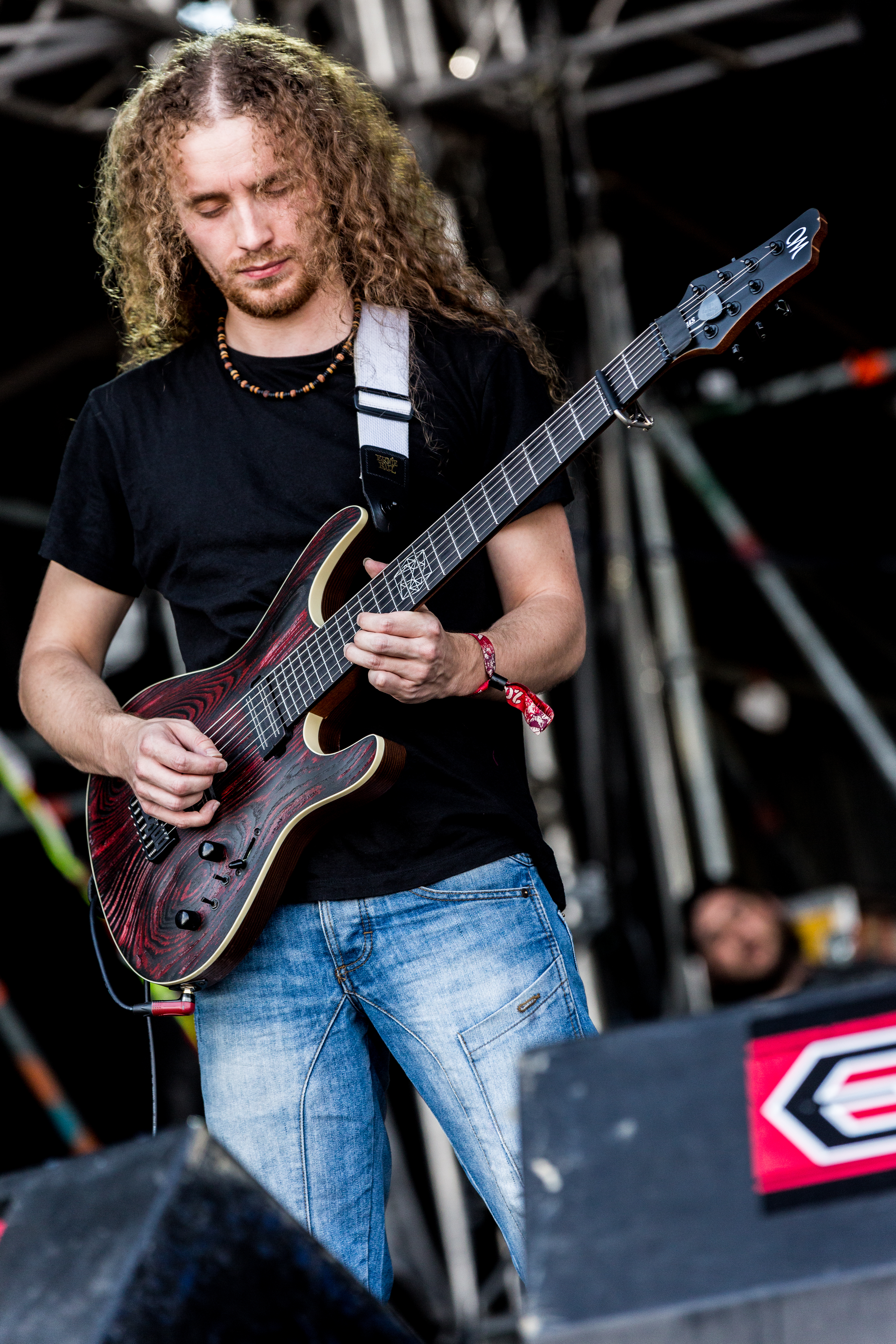
Alec "Acle" Kahney på Breeze Open Air 2017
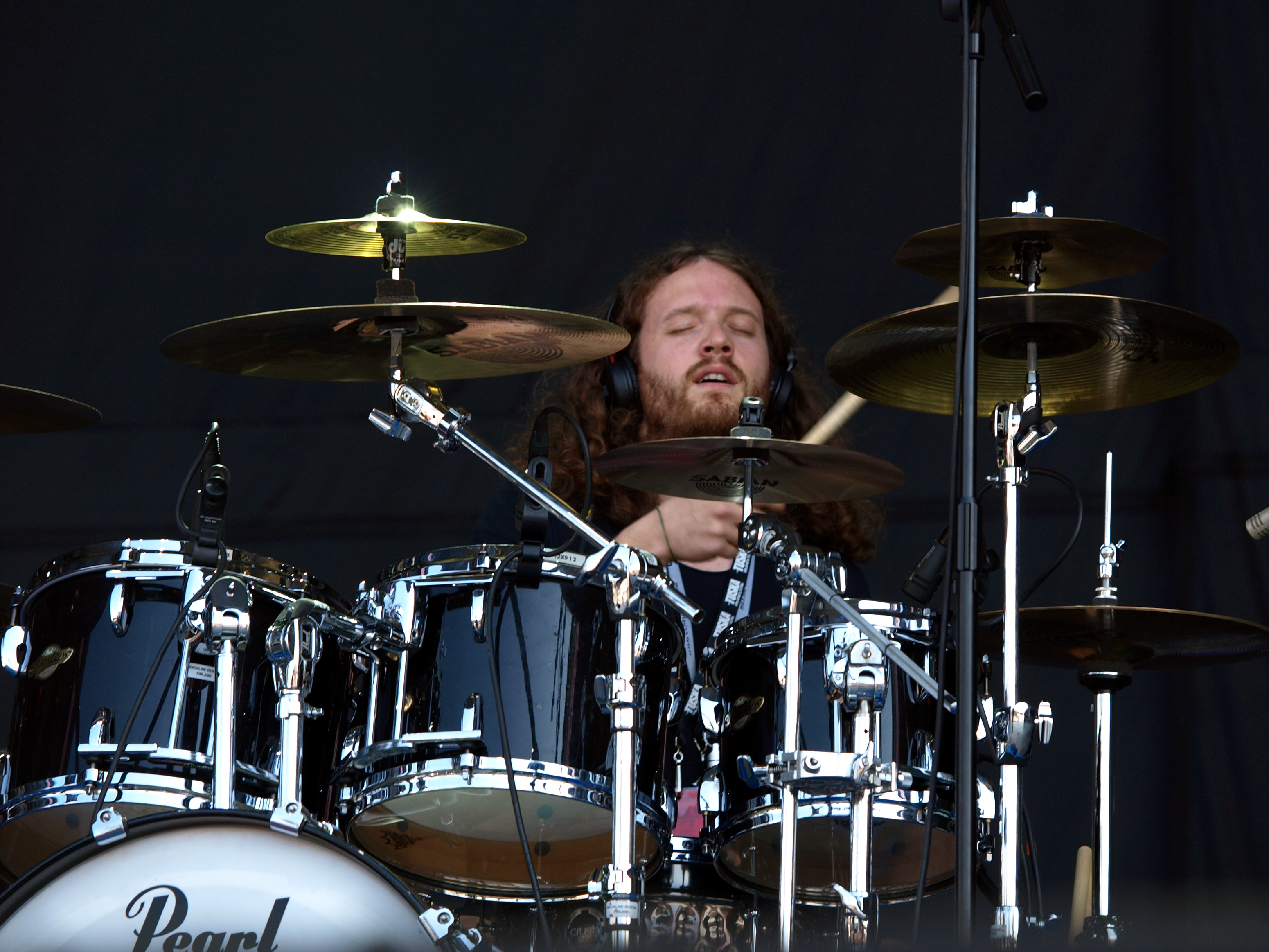
Jay Postones på Tuska Open Air 2013
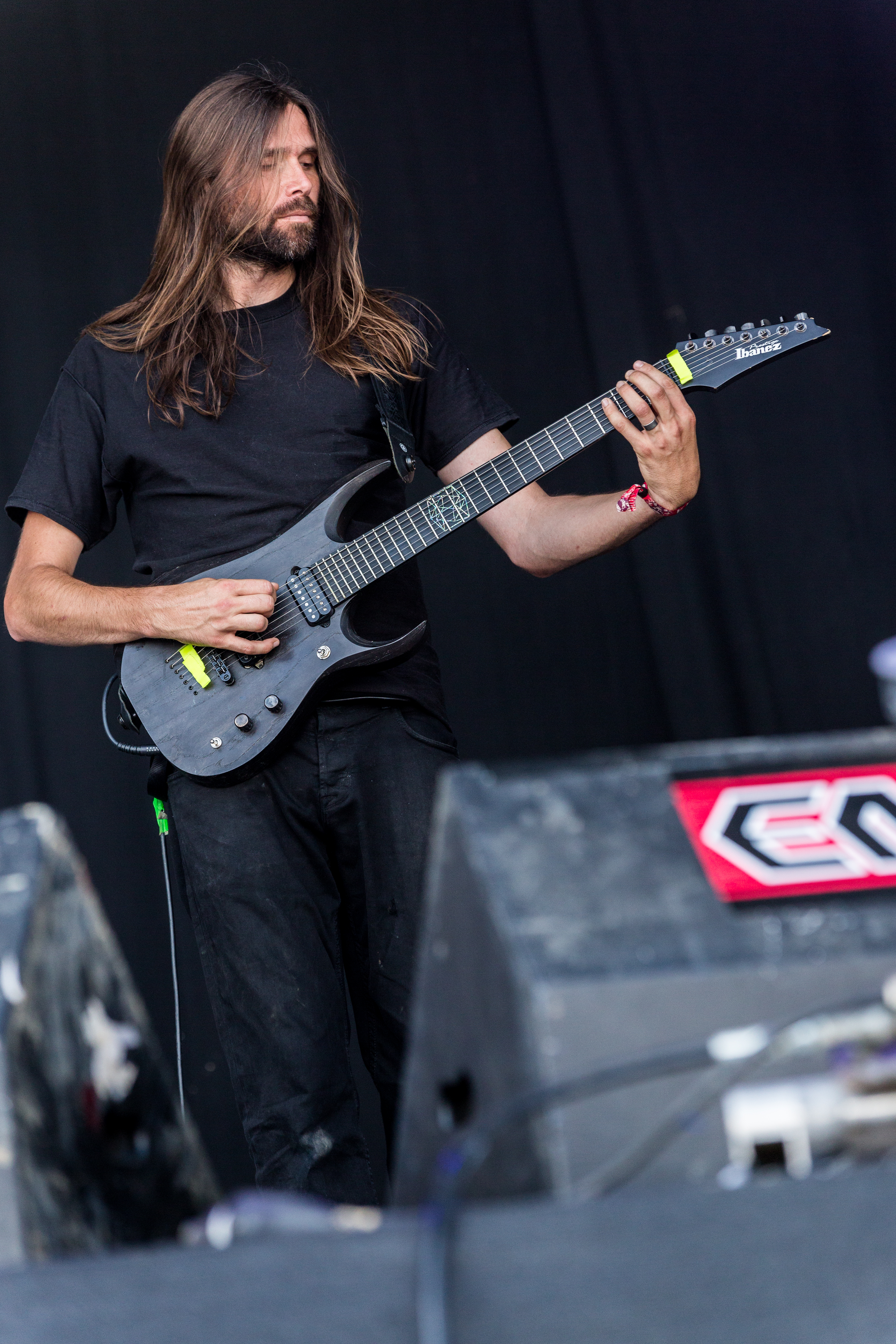
James 'Metal' Monteith på Breeze Open Air 2017
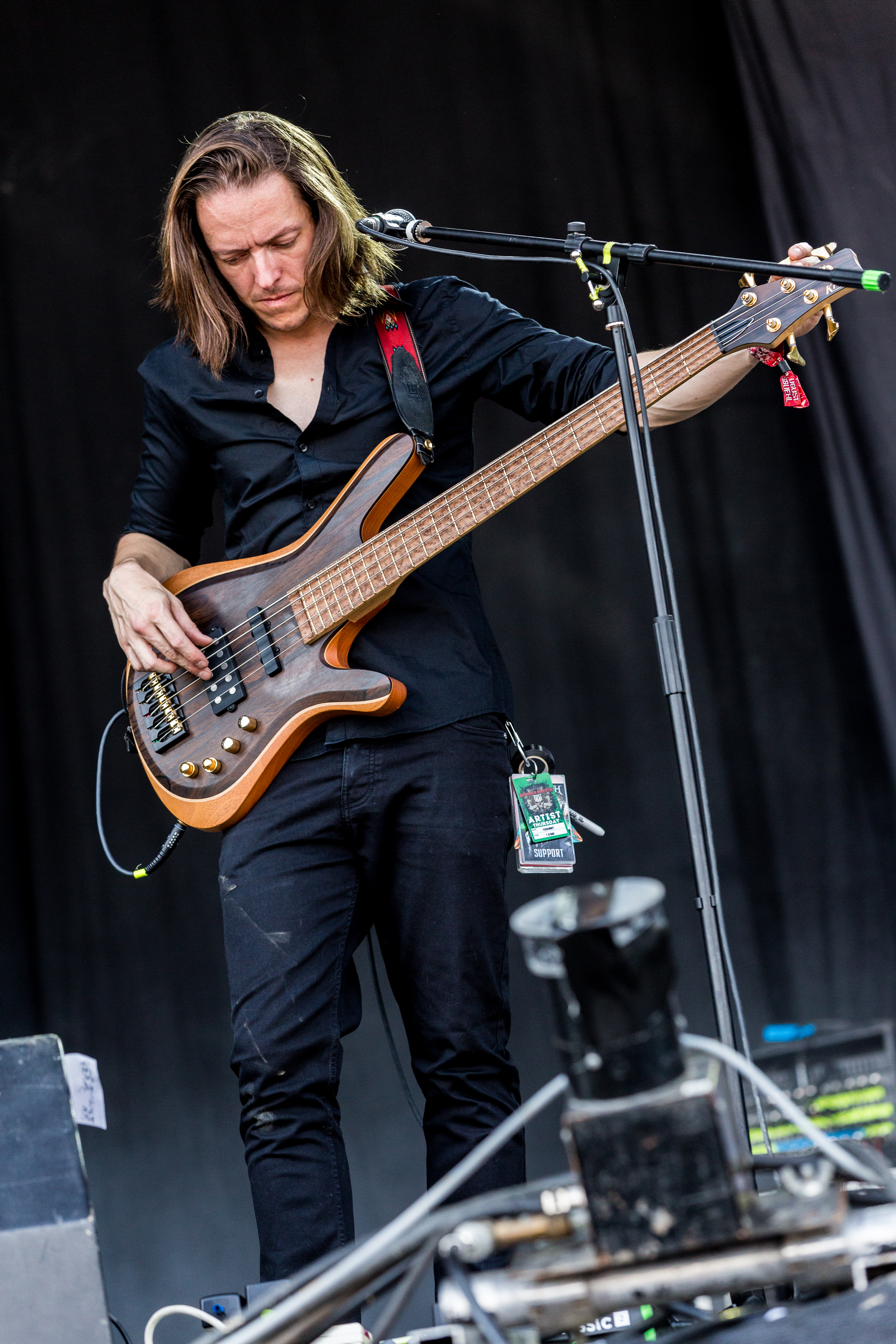
Amos Williams på Breeze Open Air 2017
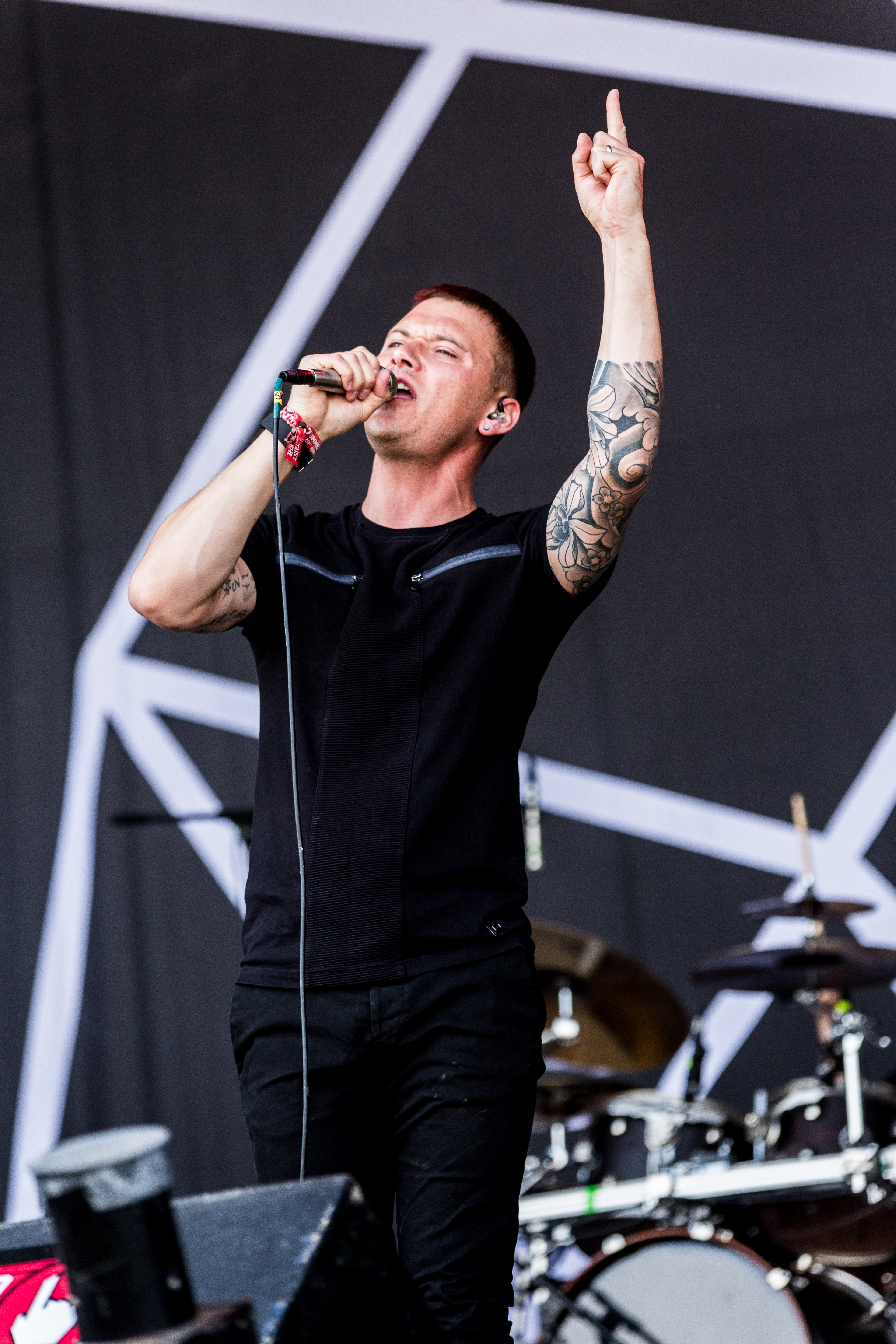
Daniel Tompkins på Breeze Open Air 2017

### Tidigare medlemmar
- Julien Perier – sång (2004–2006)
- Abisola Obasanya – sång (2006–2009)
- Elliot Coleman – sång (2011–2012)
- Ashe O'Hara – sång (2012–2014)

## Diskografi
| Demo - TesseracT (2007) EP - Concealing Fate (2010) - Perspective (2012) - Errai (2016) - Regrowth (2022) Studioalbum - One (2011) - Altered State (2013) - Polaris (2015) - Sonder (2018) - War of Being (2023) | Singlar - "Nascent" (2011) - "Nocturne" (radio edit) (2012) - "Singularity" (radio edit) (2013) - "Messenger" (2015) - "Survival" (2015) - "Smile" (2017) - "Luminary" (2018) Livealbum - Odyssey/Scala (2015) |

## Videor
- Deception (Concealing Fate Part 2) (2010)
- Nascent (2011)
- Concealing Fate Live (2011)
- Eden (2011)
- Singularity (2013)
- Nocturne (2013)
- Of Matter Live (2014)
- Survival (2015)
- Hexes (2016)
- King (2018)

## Turnéer och festivalspelningar
| - Bloodstock-Open-Air, Storbritannien 2008 - Caos Emergente, Portugal 2008 - Hammerfest, Storbritannien 2009 - Hellfire II, Storbritannien 2009 - Headline UK Tour (Instrumentalturné, spelade Concealing Fate EP), Storbritannien 2010 - The Devin Townsend Project US Tour, Nordamerika 2010 - Great Indian Rock Festival, Indien 2010 - The League Of Extraordinary Djentlemen Tour med Periphery och Monuments, Storbritannien 2011 - Scurrilous Tour med Protest the Hero och Maylene And The Sons Of Disaster, Nordamerika 2011 - Sonisphere på The Red Bull Bedroom Jam-scenen, Knebworth, England 2011 - The League Of Extraordinary Djentlemen Tour med Periphery, Australien 2011 - Lowering The Tone Tour med Chimp Spanner och Uneven Structure, Storbritannien 2011 - Euroblast Festival Vol.7, Tyskland 2011 - Saints & Sinners Tour med Between The Buried And Me och Animals As Leaders, Nordamerika 2011 - Euroblast Festival Vol.8, Tyskland 2012 - The Epic Industrialist Tour med The Devin Townsend Project och Fear Factory, Europa 2012 | - HRH Prog festival, Storbritannien 2013 - Europeisk turné med Periphery och Syqem, Europa 2013 - Takedown 2013, Storbritannien 2013 - Altered State Release Tour med The Algorithm och Enochian Theory, Storbritannien 2013 - Tuska Open Air Festival, Helsingfors, Finland 2013 - Tech Fest Headline, Peterborough, Storbritannien 2013 - Ireland, support till Lamb of God Dublin & Belfast, Storbritannien 2013 - Macmillan Festival headline, Nottingham, Storbritannien 2013 - Altered State-turnén med Monuments och Skyharbor, Ryssland 2013 - Katatonia/Cult Of Luna North American tour, USA 2013 - Altered State Of Matter North American-turnén med Scale the Summit och Anciients, 2013 - Altered State Of Matter-turnén, Mexiko, Centralamerika 2013 - Asymmetry release-turnén, support för Karnivool, Storbritannien 2013 - TesseracT India Exclusive, Indien 2013 - Soundwave Festival, Australien 2014 - Trondheim Metal Fest, Norge mars 2014 - Altered State Of Mind North American Tour med Intronaut och Cloudkicker, 2014 - Sonisphere, 2014 - Download Festival, 2016 - Resurrection Fest, Spanien 2016 - Nordamerikaturné med Gojira, september-oktober 2016 |